# Abdolreza Kahani
 (janvier 2014).
Si vous disposez d'ouvrages ou d'articles de référence ou si vous connaissez des sites web de qualité traitant du thème abordé ici, merci de compléter l'article en donnant les références utiles à sa vérifiabilité et en les liant à la section « Notes et références ».
Abdolreza Kahani (en persan : عبدالرضا کاهانی) est un cinéaste iranien, né le 22 décembre 1973 à Nishapur. Il doit sa renommée internationale à l'Alexandre d'or qui lui a été décerné en 2008 au Festival international du film de Thessalonique pour son film Là-bas.

## Biographie
Abdolreza Kahani est un cinéaste iranien, né le 22 décembre 1973 à Nishapur. Dès l'âge de 14 ans, il a commencé sa carrière comme dramaturge, acteur et metteur en scène du théâtre. Il a été récompensé pour quelques-unes de ses réalisations dans les festivals scolaires et universitaires. En 1991, il a obtenu son baccalauréat à Nishapur en sciences humaines avant de commencer ses études à l'université Azad d'Arak en théâtre, l'interprétation. En 1994, il a obtenu sa licence et a tout de suite commencé son master en théâtre à l'université Azad de Téhéran mais en 1998, il a laissé son mémoire inachevé et a renoncé à la vie universitaire.

## Filmographie

### Réalisateur
| Année | Titres français                               | Titre original                 | Translittération                    |  |
| ----- | --------------------------------------------- | ------------------------------ | ----------------------------------- |  |
| 2001  | Voyageur de besoin (documentaire)             | مسافران نیاز                   | Mosaferan Niaz                      |  |
| 2002  | Les Mains vides (documentaire)                | دست های خالی                   | Dast Haye Khali                     |  |
| 2003  | Un Thé pour deux (court métrage 130 secondes) | چای برای دو نفر                | Chay baraye do nafar                |  |
| 2004  | Danse avec la Lune (long métrage)             | رقص با ماه                     | Raghs ba mah                        |  |
| 2004  | Cruauté vile (Documentaire)                   | ظلم آباد                       | Zolm Abad                           |  |
| 2007  | Adam (long métrage)                           | آدم                            | Adam                                |  |
| 2008  | Là-bas (long métrage)                         | آن جا                          | An Ja                               |  |
| 2009  | Vingt (long métrage)                          | بیست                           | Bist                                |  |
| 2010  | Rien (long métrage)                           | هیچ                            | Hich                                |  |
| 2011  | Le cheval est un animal noble (long métrage)  | اسب حیوان نجیبی است            | Asb Heyvan Najibi Ast               |  |
| 2012  | Sans raison                                   | بی خود و بی جهت                | Bi khod o Bijahat                   |  |
| 2014  | On a le temps                                 | On a le temps                  |                                     |  |
| 2015  | Les Rives du destin                           | استراحت مطلق                   | Esterahate Motlagh                  |  |
| 2016  | Enchanté                                      | ارادتمند؛ نازنین، بهاره، تینا  | Eradatmand; Nazanin, Bahareh, Tina  |  |
| 2018  | On vous aime Mme Yaya                         | ما شما را دوست داریم خانم یایا | Ma shoma ra doust darim khanom yaya |  |
| 2019  | Libre comme l'air                             | آزاد مثل هوا                   | Azad mesle Hava                     |  |

### Scénariste
- 1998 : Voyage a l'est (film de Séied Mehdi Borghei)
- 2001 : Voyageur de besoin (documentaire 30 minutes)
- 2002 : Les Mains vides (documentaire 65 minutes)
- 2003 : Un Thé pour deux (court métrage 130 secondes)
- 2004 : Cruauté vile (documentaire 20 minutes)
- 2004 : Danse avec la Lune (film long métrage), en raison de désaccords avec le producteur, le film a été interrompu et  s'est avéré au fil du temps non exploitable.
- 2007 : Adam (long métrage), 1er long métrage interdit en Iran, ce film a été distribué ensuite sous forme du DVD qu'après 4 années.
- 2008 : Là-bas, 2d long métrage, interdit en Iran
- 2009 : Vingt, 3e long métrage (ce film a eu son visa d'exploitation en Iran)
- 2010 : Rien, 4e long métrage (ce film a eu son visa d'exploitation avec la censure mais interdit à l'étranger)
- 2011 : Le cheval est un animal noble, 5e long métrage (ce film n'a eu son visa d'exploitation qu'après 7 mois dû à des plaintes des forces de l'ordre et du ministère de la Culture. Cependant il a été interdit à l'étranger). Le film a eu beaucoup de succès parmi la population.
- 2012 : Sans raison, 6e long métrage (ce film a eu l'autorisation de projection qu'après 8 mois mais boycotté par certains cinémas d'Etat). Ce film a eu beaucoup de succès parmi la population.
- 2012 : On a le temps, 7e long métrage (1er film  réalisé et produit en France)

## Récompenses
- 2008 : meilleur film (Festival du film urbain, Iran) pour Vingt
- 2008 : diplôme d'honneur de meilleur réalisateur (festival international de Fajr) pour Vingt
- 2009 : Globe de cristal (Festival international de Karlovy vary, République tchèque) pour Vingt
- 2009 : prix œcuménique (Festival international de  Karlovy vary) pour Vingt
- 2009 : trophée d'argent (Festival international de Damas)
- 2009 : Alexandre d'or (Festival international du film de Thessalonique, Grèce, décerné des  mains de Theo Angelopoulos réalisateur grec) pour Là-bas
- 2012 : prix spécial du jury des scénaristes et critiques du film, Iran pour Le cheval est un animal noble
- 2012 : prix spécial du jury des scénaristes et critiques du film, Iran pour Sans raison